# Stichus
Stichus est une pièce de l'auteur comique latin Plaute. Sa date de représentation nous est connue d'après la notice d'un palimpseste : elle fut jouée en 200 ACN. Elle est basée sur la pièce Les Adelphes du comique grec Ménandre. 